# Hypostomus hondae
Hypostomus hondae är en fiskart som först beskrevs av Regan 1912.  Hypostomus hondae ingår i släktet Hypostomus och familjen Loricariidae. Inga underarter finns listade i Catalogue of Life.